# 集団的解雇
集団的解雇（しゅうだんてきかいこ, Collective Redundancies, Collective Dismissal）とは、関係する個々の労働者に起因しない理由で雇用者が行う解雇であって、その人員が一定数を超えるものである。整理解雇、レイオフのひとつ。
すべてのOECD諸国（チリ、イスラエル、韓国、メキシコ、ニュージーランドを除く）は、集団的解雇には個別的解雇よりも厳しい雇用保護規制を課している。チリ、イスラエル、韓国、ニュージーランドでは、個別的解雇と集団的解雇を同じとして規制している。メキシコは例外であり、法では経済的理由による解雇は、個別的解雇では許可されておらず集団的解雇のみが許可されている。

## 欧州連合
欧州連合の1998年集団的解雇指令（98/59/EC）においては、90日間で20人以上（加盟国によっては30日間で10〜30人と指定できる）の従業員を余剰人員理由により解雇必要があると判断する場合において、すべての雇用者がその従業員に対して従う義務がある手続きと警告を定めている。

第1条(a) 

「集団的解雇」とは、加盟国の選択により解雇者数が以下の通りとなる、個々の労働者に関係のない1つ以上の理由により、雇用者によって行われる解雇をいう。
(i) 30日間の期間中に、以下のいずれかに該当する場合。
- 通常20人以上100人以下の労働者を雇用している事業所では、10人以上
- 通常100人以上300人以下の労働者を雇用している事業所では、労働者数の10％以上。
- 通常300人以上の労働者を雇用する事業所では、30人以上。

(ii)または、90日間にわたり、当該事業所で通常雇用されている労働者の数にかかわらず、少なくとも20名を雇用すること。
—欧州連合指令 Collective Redundancies Directive 1998（98/59/EC）
なお、有期労働契約、公的機関、海上船舶の乗組員においては適用されない（第2条）。
これに該当する場合、雇用者は以下を行う義務がある。
- 労働者の代表との間で、協議を開始（第2条1）。これは集団的解雇を回避するか、影響を受ける労働者の数を減らす方法と手段についての協議が含まれ、解雇された労働者の再配置・再訓練支援おこなう社会的措置を利用することで、影響を軽減することを目的とする （第2条2）。
- 予想される集団的解雇について、書面で公的機関に通知（第3条1）

## 日本
日本では、事業規模の縮小その他の理由による解雇の人数が一定数を超える場合には、労働施策の総合的な推進並びに労働者の雇用の安定及び職業生活の充実等に関する法律に基づき、再就職援助計画を作成して公共職業安定所の認定を受けるか、大量雇用変動届を公共職業安定所に提出する必要がある。
なお再就職援助計画の認定の申請をした事業主は、当該申請をした日に、大量雇用変動届の届出をしたものとみなされる（第24条5項）。

### 大量雇用変動届
１か月以内に30人以上の集団的解雇を行う場合、大量雇用変動届をハローワークに提出する必要がある。

（大量の雇用変動の届出等）

第27条　事業主は、その事業所における雇用量の変動（事業規模の縮小その他の理由により一定期間内に相当数の離職者が発生することをいう。）であつて、厚生労働省令で定める場合に該当するもの（以下この条において「大量雇用変動」という。）については、当該大量雇用変動の前に、厚生労働省令で定めるところにより、当該離職者の数その他の厚生労働省令で定める事項を厚生労働大臣に届け出なければならない。
２　国又は地方公共団体に係る大量雇用変動については、前項の規定は、適用しない。この場合において、国又は地方公共団体の任命権者（委任を受けて任命権を行う者を含む。第二十八条第三項において同じ。）は、当該大量雇用変動の前に、政令で定めるところにより、厚生労働大臣に通知するものとする。
３　第一項の規定による届出又は前項の規定による通知があつたときは、国は、次に掲げる措置を講ずることにより、当該届出又は通知に係る労働者の再就職の促進に努めるものとする。
施行規則第8条　法第二十七条第一項の厚生労働省令で定める場合は、一の事業所において、一月以内の期間に、次の各号のいずれかに該当する者及び既に法第二十七条第一項又は第二項の規定に基づいて行われた届出又は通知に係る者を除き、自己の都合又は自己の責めに帰すべき理由によらないで離職する者（天災事変その他やむを得ない事由のために事業の継続が不可能となつたことにより離職する者を除く。）の数が三十以上となる場合とする。
一　日日又は期間を定めて雇用されている者（日日又は六月以内の期間を定めて雇用された者であつて、同一の事業主に六月を超えて引き続き雇用されるに至つているもの及び六月を超える期間を定めて雇用された者であつて、同一の事業主に当該期間を超えて引き続き雇用されるに至つているものを除く。）
二　試の使用期間中の者（同一の事業主に十四日を超えて引き続き雇用されるに至つている者を除く。）
三　常時勤務に服することを要しない者として雇用されている者

### 再就職援助計画
（再就職援助計画の作成等）
第24条　事業主は、その実施に伴い一の事業所において相当数の労働者が離職を余儀なくされることが見込まれる事業規模の縮小等であつて厚生労働省令で定めるものを行おうとするときは、厚生労働省令で定めるところにより、当該離職を余儀なくされる労働者の再就職の援助のための措置に関する計画（以下「再就職援助計画」という。）を作成しなければならない。
２　事業主は、前項の規定により再就職援助計画を作成するに当たつては、当該再就職援助計画に係る事業所に、労働者の過半数で組織する労働組合がある場合においてはその労働組合の、労働者の過半数で組織する労働組合がない場合においては労働者の過半数を代表する者の意見を聴かなければならない。当該再就職援助計画を変更しようとするときも、同様とする。
３　事業主は、前二項の規定により再就職援助計画を作成したときは、厚生労働省令で定めるところにより、公共職業安定所長に提出し、その認定を受けなければならない。当該再就職援助計画を変更したときも、同様とする。